# Underworld: El despertar
Underworld: El despertar (Underworld: Awakening en anglès) és una pel·lícula americana de ciència-ficció on es narra una guerra entre vampirs i homes llops. Va ser estrenada el 20 de gener del 2012. Ha estat dirigida per Måns Mårlind i Björn Stein. És la quarta pel·lícula de la saga Underworld.
La pel·lícula ha estat doblada al català.

## Repartiment i Doblatge[2]
| Actor            | Personatge          | Doblatge              |
| ---------------- | ------------------- | --------------------- |
| Kate Beckinsale  | Selene              | Victòria Pagès        |
| Stephen Rea      | Dr. Jacob Lane      | Joan Massotkleiner    |
| Michael Eary     | Inspector Sebastian | José Luis Mediavilla  |
| Theo James       | David               | José Posada           |
| India Eisley     | Eve                 | Desconegut            |
| Sandrine Holt    | Lida                | Maria del Mar Tamarit |
| Charles Dance    | Thomas              | Jaume Comas           |
| Kris Holden-Ried | Quint               | Toni Mora             |
| Jacob Blair      | Oficial Kolb        | Claudi Domingo        |
| Catlin Adams     | Olivia              | Rosa Guillén          |

Scott Speedman, va confirmar en una entrevista a "Xoc Till You Drop" que no estava disposat a repetir el seu paper com a Michael Corvin. Com a conseqüència, el seu personatge està ausent durant pràcticament tota la trama, el seu personatge va ser interpretat per un doble en les breus escenes on apareix.

## Producció
| «                                                   | "És com posar-te el teu vestit de noces, o el teu uniforme d'escola, és com una sensació de viatjar en el temps." | » |
| — Kate Beckinsale, sobre el seu retorn com a Selene | |   |

La filmació va començar al març de 2011 a la Universitat Simon Fraser, Vancouver, Canadà. Aquesta és la primera pel·lícula de la franquícia a ser filmada en format 3D.